# Eurylabus tristis
Eurylabus tristis är en stekelart som först beskrevs av Johann Ludwig Christian Gravenhorst 1829.  Eurylabus tristis ingår i släktet Eurylabus och familjen brokparasitsteklar. Arten är reproducerande i Sverige. Inga underarter finns listade i Catalogue of Life.